# يو إس إس إسكس (سي ڤي-9)
يو إس إس إسكس (بالإنجليزية: USS Essex (CV-9))‏ هي حاملة طائرات والسفينة الرائدة من طراز إسكس لسلسلة من 24 سفينة سفينة صُممت للبحرية الأمريكية خلال الحرب العالمية الثانية.